# Campeonato Mundial de Gimnasia Artística de 2002
El XXXVI Campeonato Mundial de Gimnasia Artística se celebró en Debrecen (Hungría) entre el 20 y el 24 de noviembre de 2002 bajo la organización de la Federación Internacional de Gimnasia (FIG) y la Federación Húngara de Gimnasia.
Las competiciones se llevaron a cabo en el Complejo Deportivo de Debrecen. Participaron 359 gimnastas (241 hombres y 118 mujeres) de 60 países miembros de la FIG.

## Resultados

### Masculino
| Evento            | Oro                                    | Plata                                                          | Bronce                                 |
| ----------------- | -------------------------------------- | -------------------------------------------------------------- | -------------------------------------- |
| Suelo             | Marian Drăgulescu Rumania 9,712 pts.   | Jordan Jotchev Bulgaria 9,675 pts.                             | Paul Hamm Estados Unidos 9,625 pts.    |
| Caballo con arcos | Marius Urzică Rumania 9,787            | Qin Xiao China 9,750                                           | Takehiro Kashima Japón 9,687           |
| Anillas           | Szilveszter Csollány · Hungría · 9,725 | Jordan Jovtchev Bulgaria 9,675                                 | Matteo Morandi · Italia · 9,650        |
| Salto de potro    | Xiao Peng Li China 9,818               | Leszek Blanik · Polonia · 9,675                                | Wei Yang China 9,631                   |
| Paralelas         | Xiao Peng Li China 9,812               | Mitja Petkovšek Eslovenia 9,787                                | Alexei Sinkevich · Bielorrusia · 9,712 |
| Barra fija        | Vlasios Maras · Grecia · 9,725         | Ivan Ivankov · Bielorrusia / · Aljaž Pegan · Eslovenia · 9,700 |                                        |

### Femenino
| Evento             | Oro                                  | Plata                                          | Bronce                                     |
| ------------------ | ------------------------------------ | ---------------------------------------------- | ------------------------------------------ |
| Suelo              | Elena Gómez · España · 9,487 pts.    | Verona van de Leur · Países Bajos · 9,350 pts. | Samantha Sheehan Estados Unidos 9,325 pts. |
| Salto de potro     | Elena Zamolodchikova Rusia 9,443     | Natalia Ziganshina Rusia 9,393                 | Oxana Chusovitina Uzbekistán 9,387         |
| Barras asimétricas | Courtney Kupets Estados Unidos 9,550 | Ioanna Petrovschi Rumania 9,525                | Liudmila Ezhova Rusia 9,375                |
| Barra              | Ashley Postell Estados Unidos 9,537  | Oana Mihaela Ban Rumania 9,350                 | Irina Yarotska · Ucrania · 9,212           |

## Medallero
| Núm. | País           | Oro | Plata | Bronce | Total |
| ---- | -------------- | --- | ----- | ------ | ----- |
| 1    | Rumania        | 2   | 2     | 0      | 4     |
| 2    | China          | 2   | 1     | 1      | 4     |
| 3    | Estados Unidos | 2   | 0     | 2      | 4     |
| 4    | Rusia          | 1   | 1     | 1      | 3     |
| 5    | España         | 1   | 0     | 0      | 1     |
| 5    | Grecia         | 1   | 0     | 0      | 1     |
| 5    | Hungría        | 1   | 0     | 0      | 1     |
| 8    | Bulgaria       | 0   | 2     | 0      | 2     |
| 8    | Eslovenia      | 0   | 2     | 0      | 2     |
| 10   | Bielorrusia    | 0   | 1     | 1      | 2     |
| 11   | Países Bajos   | 0   | 1     | 0      | 1     |
| 11   | Polonia        | 0   | 1     | 0      | 1     |
| 13   | Italia         | 0   | 0     | 1      | 1     |
| 13   | Japón          | 0   | 0     | 1      | 1     |
| 13   | Ucrania        | 0   | 0     | 1      | 1     |
| 13   | Uzbekistán     | 0   | 0     | 1      | 1     |
|      | TOTAL          | 10  | 11    | 9      | 30    |